# Maistrova najdaljša mariborska noč (TV drama)
Maistrova najdaljša mariborska noč je slovenska dokumentarna TV drama iz leta 1989.
Govori o jutru 23. novembra 1918, ko je Rudolf Maister razorožil vse štiri oddelke mestne varnostne straže Schutzwehr in prevzel vojaško oblast v Mariboru.
Dramo je Saša Vuga izdal leta 1988 v reviji Sodobnost. Temelji na pričevanjih Rudolfa Maistra, kroniki Maksa Šnuderla (Osvobojene meje) in zapisih Vladimirja Gradnika (Primorski prostovoljci v boju za severno mejo 1918–1919).

## Produkcija
Snemanje je potekalo na terenu in v studiu leta 1988.

## Kritike
Vesna Marinčič je napisala, da je drama bolj prikaz dogodkov, da je nezanimiva in nepretresljiva ter da se bolj posveča umovanju modrih mož, kot pa samemu Maistru, ki je zgodovinsko oživel šele pred kratkim in je na umetniškem področju tako doživel ponovno razočaranje. TV Ljubljani je očitala, da ji je še en velik in zanimiv lik spolzel skozi prste kot mrtev pesek.

## Zasedba
- Dare Valič: Rudolf Maister
- Aleš Valič: Franjo Rosina
- Bine Matoh: Ivan Senekovič
- Boris Juh: Josip Leskovar
- Jože Hrovat: Franc Mravljak

vir

## Ekipa
- kamere: Silvo Knuplež, Alojz Zlodi, Mitja Marin
- montaža: Sonja Peklenk
- scenografija: Belica Škerlak
- kostumografija: Milena Kumar
- maska: Hilda Jurečič
- bralec: Ivo Lotrič
- strokovni sodelavci: Sergej Vrišer (umetnostni zgodovinar in poznavalec vojaških uniform), Bruno Hartman (literarni zgodovinar in pisec knjige o generalu Maistru) in Jaro Dolar (sin Antona Dolarja, častnika Maistrove vojske)

vir

## Izdaje na nosilcih
- Maistrova najdaljša mariborska noč : pokončnemu, poštenemu in skromnemu človeku poveljniku slovenske vojske generalu Maistru. video DVD. Umetniški program TV Ljubljana, 1989 (iz arhiva, ni za prodajo) (COBISS)